# Козяк (планина в Северна Македония)
Вижте пояснителната страница за други значения на Козяк.
Козяк (на македонска литературна норма: Козјак; на сръбски: Козјак или Kozjak) е планина в Република Северна Македония и Република Сърбия.
Планината е разположена в северната част на Македония в едноименната област Козяк или Козячия и има продълговата форма в посока запад-изток, като по-голямата ѝ част е на територията на Северна Македония. Най-високият връх на Козяк е Вирове (на македонски литературен език Вирови) (1284 метра), през който минава държавната граница, и в чието западно подножие на сръбска територия е разположен Пчинският манастир и постницата на Свети Прохор.
На север Козяк граничи с река Мала река, гранична между Северна Македония и Сърбия. От южните склонове на Козяк извира река Бистрица. В планината са разположени селата Враготурце, Малотино, Буковляне, Цветишница, Рамно, Мъгленце от община Старо Нагоричане и Длъбочица от община Крива паланка на Северна Македония.

## Памет
На Козяк е наречена улица в кварталите „Южен парк“, „Лозенец“ и „Хладилника“ в София (Карта).